# Llista de topònims de Vulpellac, Fonteta i Peratallada
Llista de topònims (noms propis de lloc) del municipi de Vulpellac, Fonteta i Peratallada, al Baix Empordà
Informació actualitzada per un bot. Els canvis manuals es perdran quan s'actualitzi!

## cabana
| imatge | Nom                    | Ubicat a                         | instància de | Detalls | coordenades                                                         | Protecció | Commons (més fotos) | Dades a WD                    |
| ------ | ---------------------- | -------------------------------- | ------------ | ------- | ------------------------------------------------------------------- | --------- | ------------------- | ----------------------------- |
|        | barraca d'en Torroella | Vulpellac, Fonteta i Peratallada | cabana       |         | 41° 54′ 07″ N, 3° 06′ 07″ E / 41.9018512135393°N,3.10199558225784°E |           |                     | Modifica les dades a Wikidata |
|        | barraca de l'Elena     | Vulpellac, Fonteta i Peratallada | cabana       |         | 41° 56′ 31″ N, 3° 03′ 33″ E / 41.9418894070851°N,3.05920891005212°E |           |                     | Modifica les dades a Wikidata |
|        | barraca des Tubarrer   | Vulpellac, Fonteta i Peratallada | cabana       |         | 41° 59′ 21″ N, 3° 05′ 46″ E / 41.9891857887069°N,3.0960743913854°E  |           |                     | Modifica les dades a Wikidata |

## carrer
| imatge | Nom                 | Ubicat a                         | instància de | Detalls | coordenades                                        | Protecció                   | Commons (més fotos)                 | Dades a WD                    |
| ------ | ------------------- | -------------------------------- | ------------ | ------- | -------------------------------------------------- | --------------------------- | ----------------------------------- | ----------------------------- |
|        | Carrer Nou          | Vulpellac, Fonteta i Peratallada | carrer       |         | 41° 57′ 36″ N, 3° 03′ 24″ E / 41.95993°N,3.05659°E | bé cultural d'interès local | Cases al carrer Nou, 1-9 (Forallac) | Modifica les dades a Wikidata |
|        | carrer de Sant Joan | Vulpellac, Fonteta i Peratallada | carrer       |         |                                                    | bé cultural d'interès local |                                     | Modifica les dades a Wikidata |

## casa
| imatge | Nom         | Ubicat a                         | instància de | Detalls      | coordenades                                                                               | Protecció                   | Commons (més fotos) | Dades a WD                    |
| ------ | ----------- | -------------------------------- | ------------ | ------------ | ----------------------------------------------------------------------------------------- | --------------------------- | ------------------- | ----------------------------- |
|        | Cal Ros     | Vulpellac, Fonteta i Peratallada | casa         |              | 41° 57′ 25″ N, 3° 05′ 25″ E / 41.9569734161635°N,3.09037882738186°E                       |                             |                     | Modifica les dades a Wikidata |
|        | Can Batllem | Vulpellac, Fonteta i Peratallada | casa         | 19th century | 41° 57′ 42″ N, 3° 03′ 16″ E / 41.961753°N,3.054376°E ca:C. Santa Basilissa, 15, Vulpellac | bé cultural d'interès local | Can Batllem         | Modifica les dades a Wikidata |

## castell
| imatge | Nom                    | Ubicat a                         | instància de | Detalls                    | coordenades                                                | Protecció                                            | Commons (més fotos)    | Dades a WD                    |
| ------ | ---------------------- | -------------------------------- | ------------ | -------------------------- | ---------------------------------------------------------- | ---------------------------------------------------- | ---------------------- | ----------------------------- |
|        | Castell de Peralta     | Vulpellac, Fonteta i Peratallada | castell      |                            | 41° 57′ 17″ N, 3° 05′ 27″ E / 41.9548°N,3.09095°E 75 msnm  | bé d'interès cultural bé cultural d'interès nacional | Castell de Peralta     | Modifica les dades a Wikidata |
|        | Castell de Peratallada | Vulpellac, Fonteta i Peratallada | castell      | Estil: arquitectura gòtica | 41° 58′ 39″ N, 3° 05′ 23″ E / 41.9776°N,3.089677°E 37 msnm | bé d'interès cultural bé cultural d'interès nacional | Castell de Peratallada | Modifica les dades a Wikidata |
|        | Castell de Vulpellac   | Vulpellac, Fonteta i Peratallada | castell      | Estil: Renaixement         | 41° 57′ 36″ N, 3° 03′ 16″ E / 41.96006944°N,3.05451111°E   | bé d'interès cultural bé cultural d'interès nacional | Castell de Vulpellac   | Modifica les dades a Wikidata |

## dolmen
| imatge | Nom                                 | Ubicat a                         | instància de                                 | Detalls | coordenades                                                         | Protecció | Commons (més fotos) | Dades a WD                    |
| ------ | ----------------------------------- | -------------------------------- | -------------------------------------------- | ------- | ------------------------------------------------------------------- | --------- | ------------------- | ----------------------------- |
|        | dolmen d'en Botei                   | Vulpellac, Fonteta i Peratallada | dolmen                                       |         | 41° 54′ 14″ N, 3° 07′ 18″ E / 41.9039306112112°N,3.12169938375172°E |           |                     | Modifica les dades a Wikidata |
|        | dolmen de Serra Mitjana             | Vulpellac, Fonteta i Peratallada | dolmen                                       |         | 41° 55′ 17″ N, 3° 05′ 39″ E / 41.9214567113245°N,3.09416374078017°E |           |                     | Modifica les dades a Wikidata |
|        | dolmen de l'Estanyet                | Vulpellac, Fonteta i Peratallada | dolmen                                       |         | 41° 54′ 10″ N, 3° 07′ 06″ E / 41.9028263524284°N,3.11827327020066°E |           |                     | Modifica les dades a Wikidata |
|        | dolmen de la Carena Jonquet-Vidal   | Vulpellac, Fonteta i Peratallada | dolmen                                       |         | 41° 55′ 28″ N, 3° 05′ 28″ E / 41.9244945525484°N,3.09099630218141°E |           |                     | Modifica les dades a Wikidata |
|        | dolmen de la Serra d'en Calç        | Vulpellac, Fonteta i Peratallada | dolmen                                       |         | 41° 55′ 09″ N, 3° 04′ 59″ E / 41.9190334508487°N,3.08305342658322°E |           |                     | Modifica les dades a Wikidata |
|        | dolmen de la Vinya Gran             | Vulpellac, Fonteta i Peratallada | dolmen                                       |         | 41° 55′ 03″ N, 3° 07′ 00″ E / 41.9174009798122°N,3.11669631134706°E |           |                     | Modifica les dades a Wikidata |
|        | dolmen del Doctor Pericot           | Vulpellac, Fonteta i Peratallada | dolmen                                       |         | 41° 55′ 31″ N, 3° 04′ 31″ E / 41.9251635123797°N,3.0751496209525°E  |           |                     | Modifica les dades a Wikidata |
|        | dolmen del Llobinar                 | Vulpellac, Fonteta i Peratallada | dolmen                                       |         | 41° 54′ 17″ N, 3° 05′ 04″ E / 41.904698805463°N,3.0844775321156°E   |           |                     | Modifica les dades a Wikidata |
|        | dolmen del Puig del Clot del Llorer | Vulpellac, Fonteta i Peratallada | dolmen                                       |         | 41° 55′ 12″ N, 3° 04′ 31″ E / 41.9200836084662°N,3.07526425690882°E |           |                     | Modifica les dades a Wikidata |
|        | dolmen dels Tres Caires             | Vulpellac, Fonteta i Peratallada | dolmen                                       |         | 41° 55′ 08″ N, 3° 04′ 49″ E / 41.9188012301757°N,3.08030358123047°E |           |                     | Modifica les dades a Wikidata |
|        | dolmen dels Tres Peus               | Vulpellac, Fonteta i Peratallada | dolmen jaciment arqueològic edifici històric |         | 41° 55′ 07″ N, 3° 05′ 03″ E / 41.9185822506865°N,3.08423465914729°E |           |                     | Modifica les dades a Wikidata |
|        | la Taula dels Tres Pagesos          | Vulpellac, Fonteta i Peratallada | dolmen                                       |         | 41° 54′ 41″ N, 3° 03′ 53″ E / 41.9114615036464°N,3.06475158912542°E |           |                     | Modifica les dades a Wikidata |

## entitat col·lectiva de població
| imatge | Nom         | Ubicat a                         | instància de                                   | Detalls | coordenades                                                               | Protecció | Commons (més fotos) | Dades a WD                    |
| ------ | ----------- | -------------------------------- | ---------------------------------------------- | ------- | ------------------------------------------------------------------------- | --------- | ------------------- | ----------------------------- |
|        | Fonteta     | Vulpellac, Fonteta i Peratallada | entitat col·lectiva de població antic municipi |         | 41° 56′ 59″ N, 3° 03′ 33″ E / 41.949748096268°N,3.0592002321947°E 67 msnm |           |                     | Modifica les dades a Wikidata |
|        | Peratallada | Vulpellac, Fonteta i Peratallada | entitat col·lectiva de població antic municipi |         | 41° 58′ 40″ N, 3° 05′ 24″ E / 41.977799°N,3.090094°E 35 msnm              |           |                     | Modifica les dades a Wikidata |
|        | Vulpellac   | Vulpellac, Fonteta i Peratallada | entitat col·lectiva de població antic municipi |         | 41° 57′ 37″ N, 3° 03′ 16″ E / 41.960151°N,3.05456°E 95 msnm               |           |                     | Modifica les dades a Wikidata |

## entitat singular de població
| imatge | Nom                      | Ubicat a                         | instància de                                                                   | Detalls                                                  | coordenades                                                               | Protecció                                            | Commons (més fotos)      | Dades a WD                    |
| ------ | ------------------------ | -------------------------------- | ------------------------------------------------------------------------------ | -------------------------------------------------------- | ------------------------------------------------------------------------- | ---------------------------------------------------- | ------------------------ | ----------------------------- |
|        | Canapost                 | Vulpellac, Fonteta i Peratallada | entitat singular de població ens local històric de Catalunya                   | 62 hab                                                   | 41° 58′ 29″ N, 3° 04′ 16″ E / 41.974722°N,3.071111°E 44 msnm              |                                                      | Canapost                 | Modifica les dades a Wikidata |
|        | Fonteta                  | Vulpellac, Fonteta i Peratallada | entitat singular de població ens local històric de Catalunya                   | 275 hab                                                  | 41° 56′ 59″ N, 3° 03′ 33″ E / 41.949748096268°N,3.0592002321947°E 67 msnm |                                                      | Fonteta                  | Modifica les dades a Wikidata |
|        | Peratallada              | Vulpellac, Fonteta i Peratallada | entitat singular de població centre històric ens local històric de Catalunya   | Estil: arquitectura romànica arquitectura gòtica 206 hab | 41° 58′ 40″ N, 3° 05′ 24″ E / 41.977799°N,3.090094°E 35 msnm              | bé d'interès cultural bé cultural d'interès nacional | Peratallada              | Modifica les dades a Wikidata |
|        | Sant Climent de Peralta  | Vulpellac, Fonteta i Peratallada | entitat singular de població ens local històric de Catalunya                   | 67 hab                                                   | 41° 56′ 59″ N, 3° 05′ 43″ E / 41.949734°N,3.095297°E 71 msnm              |                                                      | Sant Climent de Peralta  | Modifica les dades a Wikidata |
|        | Santa Susanna de Peralta | Vulpellac, Fonteta i Peratallada | entitat singular de població ens local històric de Catalunya                   | 79 hab                                                   | 41° 57′ 25″ N, 3° 05′ 30″ E / 41.956931992946°N,3.091786364591°E 74 msnm  |                                                      | Santa Susanna de Peralta | Modifica les dades a Wikidata |
|        | Vulpellac                | Vulpellac, Fonteta i Peratallada | entitat singular de població ens local històric de Catalunya capital municipal | 301 hab                                                  | 41° 57′ 37″ N, 3° 03′ 16″ E / 41.960151°N,3.05456°E 95 msnm               | bé d'interès cultural                                | Vulpellac                | Modifica les dades a Wikidata |
|        | el Puig de Sant Ramon    | Vulpellac, Fonteta i Peratallada | entitat singular de població                                                   | 534 hab                                                  | 41° 57′ 53″ N, 3° 02′ 45″ E / 41.964791°N,3.045789°E 78 msnm              |                                                      |                          | Modifica les dades a Wikidata |
|        | la Bordeta               | Vulpellac, Fonteta i Peratallada | entitat singular de població                                                   | 237 hab                                                  | 41° 57′ 26″ N, 3° 02′ 52″ E / 41.957283°N,3.047696°E 32 msnm              |                                                      |                          | Modifica les dades a Wikidata |

## església
| imatge | Nom                                  | Ubicat a                                                 | instància de     | Detalls                                                       | coordenades                                                         | Protecció                                            | Commons (més fotos)                       | Dades a WD                    |
| ------ | ------------------------------------ | -------------------------------------------------------- | ---------------- | ------------------------------------------------------------- | ------------------------------------------------------------------- | ---------------------------------------------------- | ----------------------------------------- | ----------------------------- |
|        | Església vella del Mas Vidal         | Vulpellac, Fonteta i Peratallada Sant Climent de Peralta | església         |                                                               | 41° 55′ 42″ N, 3° 05′ 44″ E / 41.928406°N,3.095505°E                | bé cultural d'interès local                          |                                           | Modifica les dades a Wikidata |
|        | Mare de Déu dels Socors de Canapost  | Vulpellac, Fonteta i Peratallada                         | església         | Estil: barroc                                                 | 41° 59′ 02″ N, 3° 04′ 07″ E / 41.983821°N,3.068513°E                | bé integrant del patrimoni cultural català           | Mare de Déu dels Socors de Canapost       | Modifica les dades a Wikidata |
|        | Sant Esteve de Canapost              | Vulpellac, Fonteta i Peratallada                         | església         |                                                               | 41° 58′ 31″ N, 3° 04′ 20″ E / 41.9753°N,3.07226°E                   | bé cultural d'interès local                          | Church of Sant Esteve de Canapost         | Modifica les dades a Wikidata |
|        | Sant Esteve de Peratallada           | Vulpellac, Fonteta i Peratallada                         | església         |                                                               | 41° 58′ 47″ N, 3° 05′ 25″ E / 41.9796°N,3.0904°E                    | bé cultural d'interès local                          | Església de Sant Esteve de Peratallada    | Modifica les dades a Wikidata |
|        | Sant Julià dels Clots                | Vulpellac, Fonteta i Peratallada                         | església capella |                                                               | 41° 57′ 57″ N, 3° 04′ 29″ E / 41.9658923631511°N,3.07466646147128°E |                                                      |                                           | Modifica les dades a Wikidata |
|        | Sant Julià i Santa Basilissa         | Vulpellac, Fonteta i Peratallada                         | església         |                                                               | 41° 57′ 36″ N, 3° 03′ 17″ E / 41.9601°N,3.05459°E                   | bé d'interès cultural bé cultural d'interès nacional | Sant Julià i Santa Basilissa de Vulpellac | Modifica les dades a Wikidata |
|        | Santa Coloma de Fitor                | Vulpellac, Fonteta i Peratallada                         | església         | Estil: arquitectura romànica                                  | 41° 54′ 21″ N, 3° 05′ 12″ E / 41.905959°N,3.086754°E                | bé cultural d'interès local                          | Santa Coloma de Fitor                     | Modifica les dades a Wikidata |
|        | Santa Maria de Fonteta               | Fonteta                                                  | església         | Estil: arquitectura romànica arquitectura barroca gòtic tardà | 41° 57′ 01″ N, 3° 03′ 26″ E / 41.950364°N,3.057294°E 65 msnm        | bé cultural d'interès local                          | Santa Maria de Fonteta                    | Modifica les dades a Wikidata |
|        | església de Sant Climent de Peralta  | Vulpellac, Fonteta i Peratallada                         | església         | Estil: barroc                                                 | 41° 56′ 59″ N, 3° 05′ 43″ E / 41.949734°N,3.095297°E                | bé integrant del patrimoni cultural català           | Església de Sant Climent de Peralta       | Modifica les dades a Wikidata |
|        | església de Santa Susanna de Peralta | Vulpellac, Fonteta i Peratallada                         | església         | Estil: arquitectura romànica arquitectura barroca             | 41° 57′ 25″ N, 3° 05′ 27″ E / 41.956932°N,3.090961°E 58 msnm        | bé cultural d'interès local                          | Església de Santa Susanna de Peralta      | Modifica les dades a Wikidata |

## masia
| imatge | Nom                   | Ubicat a                         | instància de | Detalls                     | coordenades                                                         | Protecció                                            | Commons (més fotos)    | Dades a WD                    |
| ------ | --------------------- | -------------------------------- | ------------ | --------------------------- | ------------------------------------------------------------------- | ---------------------------------------------------- | ---------------------- | ----------------------------- |
|        | Ca l'Arenes           | Vulpellac, Fonteta i Peratallada | masia        |                             | 41° 55′ 21″ N, 3° 06′ 20″ E / 41.9224555145545°N,3.10561023658267°E |                                                      |                        | Modifica les dades a Wikidata |
|        | Ca l'Estanyet         | Vulpellac, Fonteta i Peratallada | masia        |                             | 41° 54′ 23″ N, 3° 06′ 23″ E / 41.9063595285396°N,3.10651209886376°E |                                                      |                        | Modifica les dades a Wikidata |
|        | Ca l'Isern            | Vulpellac, Fonteta i Peratallada | masia        |                             | 41° 57′ 47″ N, 3° 05′ 51″ E / 41.9631731991472°N,3.09753170683504°E |                                                      |                        | Modifica les dades a Wikidata |
|        | Ca l'lsern            | Vulpellac, Fonteta i Peratallada | masia        |                             | 41° 57′ 48″ N, 3° 05′ 58″ E / 41.9633877455544°N,3.09941461206585°E |                                                      |                        | Modifica les dades a Wikidata |
|        | Ca la Justa           | Vulpellac, Fonteta i Peratallada | masia        |                             | 41° 55′ 13″ N, 3° 06′ 50″ E / 41.9203129063113°N,3.11397612716549°E |                                                      |                        | Modifica les dades a Wikidata |
|        | Cal Carrony           | Vulpellac, Fonteta i Peratallada | masia        |                             | 41° 54′ 38″ N, 3° 06′ 26″ E / 41.9105651303122°N,3.10713404044351°E |                                                      |                        | Modifica les dades a Wikidata |
|        | Cal Coix              | Vulpellac, Fonteta i Peratallada | masia        |                             | 41° 57′ 01″ N, 3° 05′ 40″ E / 41.9503682607898°N,3.09437519347457°E |                                                      |                        | Modifica les dades a Wikidata |
|        | Cal Cuní              | Vulpellac, Fonteta i Peratallada | masia        |                             | 41° 55′ 58″ N, 3° 05′ 25″ E / 41.9327364215321°N,3.09015161165026°E |                                                      |                        | Modifica les dades a Wikidata |
|        | Cal Duc               | Vulpellac, Fonteta i Peratallada | masia        |                             | 41° 56′ 04″ N, 3° 05′ 17″ E / 41.934418189015°N,3.0881354081987°E   |                                                      |                        | Modifica les dades a Wikidata |
|        | Cal Peixater          | Vulpellac, Fonteta i Peratallada | masia        |                             | 41° 56′ 56″ N, 3° 05′ 41″ E / 41.9489628523411°N,3.09480746366601°E |                                                      |                        | Modifica les dades a Wikidata |
|        | Cal Rector            | Vulpellac, Fonteta i Peratallada | masia        |                             | 41° 56′ 46″ N, 3° 04′ 01″ E / 41.9460463196749°N,3.06687373785821°E |                                                      |                        | Modifica les dades a Wikidata |
|        | Can Ban               | Vulpellac, Fonteta i Peratallada | masia        |                             | 41° 56′ 50″ N, 3° 04′ 52″ E / 41.9472351274402°N,3.0809907517994°E  |                                                      |                        | Modifica les dades a Wikidata |
|        | Can Barrabàs          | Vulpellac, Fonteta i Peratallada | masia        |                             | 41° 56′ 47″ N, 3° 03′ 42″ E / 41.9464455791586°N,3.06157778981192°E |                                                      |                        | Modifica les dades a Wikidata |
|        | Can Barrera           | Vulpellac, Fonteta i Peratallada | masia        |                             | 41° 58′ 29″ N, 3° 05′ 30″ E / 41.9746615131392°N,3.0917677328615°E  |                                                      |                        | Modifica les dades a Wikidata |
|        | Can Barris            | Vulpellac, Fonteta i Peratallada | masia        |                             | 41° 59′ 00″ N, 3° 05′ 34″ E / 41.9833162336143°N,3.09266138412709°E |                                                      |                        | Modifica les dades a Wikidata |
|        | Can Bolorda           | Vulpellac, Fonteta i Peratallada | masia        |                             | 41° 53′ 55″ N, 3° 07′ 25″ E / 41.8986324601142°N,3.12370261048552°E |                                                      |                        | Modifica les dades a Wikidata |
|        | Can Calç              | Vulpellac, Fonteta i Peratallada | masia        |                             | 41° 57′ 29″ N, 3° 05′ 34″ E / 41.9580973314251°N,3.09279377740519°E |                                                      |                        | Modifica les dades a Wikidata |
|        | Can Canals            | Vulpellac, Fonteta i Peratallada | masia        |                             | 41° 57′ 56″ N, 3° 05′ 05″ E / 41.9654620518591°N,3.08474290604727°E |                                                      |                        | Modifica les dades a Wikidata |
|        | Can Carbonell         | Vulpellac, Fonteta i Peratallada | masia        |                             | 41° 58′ 09″ N, 3° 05′ 44″ E / 41.9691101736673°N,3.09569422253209°E |                                                      |                        | Modifica les dades a Wikidata |
|        | Can Corder            | Vulpellac, Fonteta i Peratallada | masia        |                             | 41° 58′ 27″ N, 3° 05′ 31″ E / 41.9742019590653°N,3.09203260986379°E |                                                      |                        | Modifica les dades a Wikidata |
|        | Can Failem            | Vulpellac, Fonteta i Peratallada | masia        |                             | 41° 55′ 23″ N, 3° 06′ 54″ E / 41.922941825729°N,3.11504210172764°E  |                                                      |                        | Modifica les dades a Wikidata |
|        | Can Florenci          | Vulpellac, Fonteta i Peratallada | masia        |                             | 41° 58′ 13″ N, 3° 06′ 34″ E / 41.9703408288021°N,3.10943072301797°E |                                                      |                        | Modifica les dades a Wikidata |
|        | Can Gall              | Vulpellac, Fonteta i Peratallada | masia        |                             | 41° 55′ 15″ N, 3° 06′ 31″ E / 41.920890599104°N,3.1086182501479°E   |                                                      |                        | Modifica les dades a Wikidata |
|        | Can Garrigoles        | Vulpellac, Fonteta i Peratallada | masia        |                             | 41° 57′ 29″ N, 3° 05′ 21″ E / 41.958190314213°N,3.08911352988616°E  |                                                      |                        | Modifica les dades a Wikidata |
|        | Can Geli              | Vulpellac, Fonteta i Peratallada | masia        |                             | 41° 58′ 55″ N, 3° 05′ 13″ E / 41.9819067055937°N,3.08687718568053°E |                                                      |                        | Modifica les dades a Wikidata |
|        | Can Genoer            | Vulpellac, Fonteta i Peratallada | masia        |                             | 41° 55′ 38″ N, 3° 06′ 44″ E / 41.927191798382°N,3.112247198669°E    |                                                      |                        | Modifica les dades a Wikidata |
|        | Can Gil               | Vulpellac, Fonteta i Peratallada | masia        |                             | 41° 58′ 24″ N, 3° 05′ 37″ E / 41.9733629593739°N,3.09373322846628°E |                                                      |                        | Modifica les dades a Wikidata |
|        | Can Martinet          | Vulpellac, Fonteta i Peratallada | masia        |                             | 41° 56′ 39″ N, 3° 05′ 14″ E / 41.9441682564584°N,3.08723611742206°E |                                                      |                        | Modifica les dades a Wikidata |
|        | Can Medir             | Vulpellac, Fonteta i Peratallada | masia        |                             | 41° 57′ 18″ N, 3° 05′ 07″ E / 41.9550047577171°N,3.08539269435148°E |                                                      |                        | Modifica les dades a Wikidata |
|        | Can Merina            | Vulpellac, Fonteta i Peratallada | masia        |                             | 41° 54′ 35″ N, 3° 05′ 01″ E / 41.9096479787649°N,3.08358385554355°E |                                                      |                        | Modifica les dades a Wikidata |
|        | Can Muní              | Vulpellac, Fonteta i Peratallada | masia        |                             | 41° 58′ 17″ N, 3° 06′ 01″ E / 41.971335528341°N,3.1002554753177°E   |                                                      |                        | Modifica les dades a Wikidata |
|        | Can Nicolau           | Vulpellac, Fonteta i Peratallada | masia        |                             | 41° 56′ 43″ N, 3° 04′ 56″ E / 41.9452438488948°N,3.08209815511468°E |                                                      |                        | Modifica les dades a Wikidata |
|        | Can Palet             | Vulpellac, Fonteta i Peratallada | masia        |                             | 41° 58′ 05″ N, 3° 05′ 45″ E / 41.9679212383322°N,3.0957527865051°E  |                                                      |                        | Modifica les dades a Wikidata |
|        | Can Palou             | Vulpellac, Fonteta i Peratallada | masia        |                             | 41° 57′ 49″ N, 3° 05′ 56″ E / 41.9637485556824°N,3.09878764340127°E |                                                      |                        | Modifica les dades a Wikidata |
|        | Can Pasqual           | Vulpellac, Fonteta i Peratallada | masia        |                             | 41° 54′ 30″ N, 3° 06′ 34″ E / 41.9084283484467°N,3.10943344090422°E |                                                      |                        | Modifica les dades a Wikidata |
|        | Can Pigem             | Vulpellac, Fonteta i Peratallada | masia        |                             | 41° 58′ 21″ N, 3° 05′ 36″ E / 41.972390491723°N,3.09341799549686°E  |                                                      |                        | Modifica les dades a Wikidata |
|        | Can Plaja             | Vulpellac, Fonteta i Peratallada | masia        |                             | 41° 54′ 40″ N, 3° 05′ 35″ E / 41.9111087875013°N,3.09307537289574°E |                                                      |                        | Modifica les dades a Wikidata |
|        | Can Pont              | Vulpellac, Fonteta i Peratallada | masia        |                             | 41° 56′ 51″ N, 3° 05′ 15″ E / 41.947467°N,3.087626°E                |                                                      |                        | Modifica les dades a Wikidata |
|        | Can Puig              | Vulpellac, Fonteta i Peratallada | masia        | Estil: arquitectura popular | 41° 54′ 06″ N, 3° 05′ 17″ E / 41.901742°N,3.088184°E                | bé cultural d'interès local                          |                        | Modifica les dades a Wikidata |
|        | Can Puigsec           | Vulpellac, Fonteta i Peratallada | masia        |                             | 41° 57′ 59″ N, 3° 04′ 25″ E / 41.966262285478°N,3.07366522025748°E  |                                                      |                        | Modifica les dades a Wikidata |
|        | Can Ralet             | Vulpellac, Fonteta i Peratallada | masia        |                             | 41° 57′ 41″ N, 3° 05′ 08″ E / 41.9614894818045°N,3.08555822880014°E |                                                      |                        | Modifica les dades a Wikidata |
|        | Can Revetlla          | Vulpellac, Fonteta i Peratallada | masia        |                             | 41° 56′ 46″ N, 3° 05′ 05″ E / 41.9461876106512°N,3.08477769916563°E |                                                      |                        | Modifica les dades a Wikidata |
|        | Can Ribot             | Vulpellac, Fonteta i Peratallada | masia        |                             | 41° 57′ 51″ N, 3° 03′ 51″ E / 41.964156136308°N,3.0640407039235°E   |                                                      |                        | Modifica les dades a Wikidata |
|        | Can Sebio             | Vulpellac, Fonteta i Peratallada | masia        |                             | 41° 56′ 47″ N, 3° 03′ 59″ E / 41.9464158902822°N,3.06636741055105°E |                                                      |                        | Modifica les dades a Wikidata |
|        | Can Tenys             | Vulpellac, Fonteta i Peratallada | masia        |                             | 41° 57′ 45″ N, 3° 04′ 22″ E / 41.9625971596442°N,3.07270765336058°E |                                                      |                        | Modifica les dades a Wikidata |
|        | Can Torroella         | Vulpellac, Fonteta i Peratallada | masia        |                             | 41° 54′ 31″ N, 3° 06′ 40″ E / 41.90865201386°N,3.11100129700625°E   |                                                      |                        | Modifica les dades a Wikidata |
|        | Can Torró             | Vulpellac, Fonteta i Peratallada | masia        |                             | 41° 58′ 41″ N, 3° 05′ 11″ E / 41.978178300771°N,3.08638929394576°E  |                                                      |                        | Modifica les dades a Wikidata |
|        | Can Vidal             | Vulpellac, Fonteta i Peratallada | masia        |                             | 41° 55′ 41″ N, 3° 05′ 41″ E / 41.9280581307013°N,3.09483681109177°E |                                                      |                        | Modifica les dades a Wikidata |
|        | Can Xavier            | Vulpellac, Fonteta i Peratallada | masia        |                             | 41° 57′ 05″ N, 3° 05′ 43″ E / 41.9514482311622°N,3.09539029318909°E |                                                      |                        | Modifica les dades a Wikidata |
|        | Can Xixer             | Vulpellac, Fonteta i Peratallada | masia        |                             | 41° 56′ 47″ N, 3° 03′ 30″ E / 41.9462671695027°N,3.05827192324058°E |                                                      |                        | Modifica les dades a Wikidata |
|        | Mas Anglada           | Vulpellac, Fonteta i Peratallada | masia        |                             | 41° 56′ 57″ N, 3° 03′ 52″ E / 41.9490649320141°N,3.06451213164071°E |                                                      |                        | Modifica les dades a Wikidata |
|        | Mas Anguila           | Vulpellac, Fonteta i Peratallada | masia        |                             | 41° 56′ 42″ N, 3° 03′ 55″ E / 41.9448673590707°N,3.06526795183123°E |                                                      |                        | Modifica les dades a Wikidata |
|        | Mas Anguila de Fitor  | Vulpellac, Fonteta i Peratallada | masia        |                             | 41° 55′ 26″ N, 3° 03′ 56″ E / 41.9239985538696°N,3.06547582628259°E |                                                      |                        | Modifica les dades a Wikidata |
|        | Mas Cals              | Vulpellac, Fonteta i Peratallada | masia        |                             | 41° 54′ 53″ N, 3° 04′ 34″ E / 41.914612091251°N,3.0760496528869°E   |                                                      |                        | Modifica les dades a Wikidata |
|        | Mas Calç              | Vulpellac, Fonteta i Peratallada | masia        |                             | 41° 54′ 49″ N, 3° 04′ 47″ E / 41.9134966670942°N,3.07966989466617°E |                                                      |                        | Modifica les dades a Wikidata |
|        | Mas Carles            | Vulpellac, Fonteta i Peratallada | masia        |                             | 41° 56′ 22″ N, 3° 05′ 35″ E / 41.9393089564174°N,3.09316462181404°E |                                                      |                        | Modifica les dades a Wikidata |
|        | Mas Comes del Brugar  | Vulpellac, Fonteta i Peratallada | masia        |                             | 41° 58′ 01″ N, 3° 02′ 58″ E / 41.967056°N,3.0494056°E               | bé d'interès cultural bé cultural d'interès nacional |                        | Modifica les dades a Wikidata |
|        | Mas Costals           | Vulpellac, Fonteta i Peratallada | masia        |                             | 41° 55′ 20″ N, 3° 06′ 19″ E / 41.9222035464483°N,3.10536862020258°E |                                                      |                        | Modifica les dades a Wikidata |
|        | Mas Fenals            | Vulpellac, Fonteta i Peratallada | masia        |                             | 41° 57′ 50″ N, 3° 04′ 58″ E / 41.9638421826707°N,3.08290643958986°E |                                                      |                        | Modifica les dades a Wikidata |
|        | Mas Fina              | Vulpellac, Fonteta i Peratallada | masia        |                             | 41° 57′ 34″ N, 3° 03′ 26″ E / 41.9594265408582°N,3.0572340761135°E  |                                                      |                        | Modifica les dades a Wikidata |
|        | Mas Frigolet          | Vulpellac, Fonteta i Peratallada | masia        |                             | 41° 56′ 22″ N, 3° 05′ 38″ E / 41.9393804405875°N,3.09386439614291°E |                                                      |                        | Modifica les dades a Wikidata |
|        | Mas Geronès           | Vulpellac, Fonteta i Peratallada | masia        |                             | 41° 57′ 44″ N, 3° 05′ 12″ E / 41.962308160104°N,3.08680228728794°E  |                                                      |                        | Modifica les dades a Wikidata |
|        | Mas Gomits            | Vulpellac, Fonteta i Peratallada | masia        |                             | 41° 57′ 21″ N, 3° 03′ 20″ E / 41.9559057215862°N,3.0555778294221°E  |                                                      |                        | Modifica les dades a Wikidata |
|        | Mas Gros              | Vulpellac, Fonteta i Peratallada | masia        |                             | 41° 57′ 59″ N, 3° 04′ 09″ E / 41.9662830844133°N,3.06918788443274°E |                                                      |                        | Modifica les dades a Wikidata |
|        | Mas Marull            | Vulpellac, Fonteta i Peratallada | masia        |                             | 41° 58′ 35″ N, 3° 04′ 20″ E / 41.9764677878712°N,3.07225268714861°E |                                                      |                        | Modifica les dades a Wikidata |
|        | Mas Massot            | Vulpellac, Fonteta i Peratallada | masia        |                             | 41° 57′ 48″ N, 3° 04′ 30″ E / 41.963248901087°N,3.0749006962777°E   |                                                      |                        | Modifica les dades a Wikidata |
|        | Mas Mateu             | Vulpellac, Fonteta i Peratallada | masia        |                             | 41° 56′ 36″ N, 3° 05′ 32″ E / 41.9432456941906°N,3.09219316771929°E |                                                      |                        | Modifica les dades a Wikidata |
|        | Mas Patiràs           | Vulpellac, Fonteta i Peratallada | masia        |                             | 41° 56′ 49″ N, 3° 04′ 24″ E / 41.9468890822085°N,3.07322064915577°E |                                                      |                        | Modifica les dades a Wikidata |
|        | Mas Pere              | Vulpellac, Fonteta i Peratallada | masia        |                             | 41° 58′ 54″ N, 3° 06′ 09″ E / 41.9817766167984°N,3.10263002878956°E |                                                      |                        | Modifica les dades a Wikidata |
|        | Mas Ral               | Vulpellac, Fonteta i Peratallada | masia        |                             | 41° 57′ 51″ N, 3° 04′ 12″ E / 41.9642561347293°N,3.06990976980823°E |                                                      |                        | Modifica les dades a Wikidata |
|        | Mas Ros               | Vulpellac, Fonteta i Peratallada | masia        |                             | 41° 58′ 35″ N, 3° 05′ 31″ E / 41.9764266030443°N,3.09204788296403°E |                                                      |                        | Modifica les dades a Wikidata |
|        | Mas Sabenyà           | Vulpellac, Fonteta i Peratallada | masia        |                             | 41° 56′ 58″ N, 3° 03′ 30″ E / 41.9494015229562°N,3.05826271251406°E |                                                      |                        | Modifica les dades a Wikidata |
|        | Mas Serra             | Vulpellac, Fonteta i Peratallada | masia        |                             | 41° 57′ 01″ N, 3° 06′ 09″ E / 41.9503523463905°N,3.10243482310334°E |                                                      |                        | Modifica les dades a Wikidata |
|        | Mas Surar             | Vulpellac, Fonteta i Peratallada | masia        |                             | 41° 57′ 51″ N, 3° 05′ 27″ E / 41.964232526624°N,3.09077526061074°E  |                                                      |                        | Modifica les dades a Wikidata |
|        | Mas Sureda            | Vulpellac, Fonteta i Peratallada | masia        |                             | 41° 56′ 23″ N, 3° 06′ 31″ E / 41.939804616364°N,3.1086503421141°E   |                                                      |                        | Modifica les dades a Wikidata |
|        | Mas Teixidor          | Vulpellac, Fonteta i Peratallada | masia        |                             | 41° 56′ 26″ N, 3° 04′ 44″ E / 41.9405896839415°N,3.07877471993477°E |                                                      |                        | Modifica les dades a Wikidata |
|        | Mas Torró             | Vulpellac, Fonteta i Peratallada | masia        |                             | 41° 56′ 28″ N, 3° 04′ 10″ E / 41.9411721643986°N,3.06940200484956°E |                                                      |                        | Modifica les dades a Wikidata |
|        | Mas Vendrell          | Vulpellac, Fonteta i Peratallada | masia        |                             | 41° 56′ 12″ N, 3° 04′ 59″ E / 41.9366237548261°N,3.08296768029316°E |                                                      |                        | Modifica les dades a Wikidata |
|        | Mas Vilaür            | Vulpellac, Fonteta i Peratallada | masia        |                             | 41° 56′ 55″ N, 3° 05′ 44″ E / 41.9485389557965°N,3.09550660599443°E |                                                      | Can Vilahur (Forallac) | Modifica les dades a Wikidata |
|        | Mas Vinyes del Pi     | Vulpellac, Fonteta i Peratallada | masia        |                             | 41° 57′ 21″ N, 3° 04′ 31″ E / 41.9558134081147°N,3.07531834687417°E |                                                      |                        | Modifica les dades a Wikidata |
|        | Mas Vinyetes          | Vulpellac, Fonteta i Peratallada | masia        |                             | 41° 57′ 28″ N, 3° 05′ 46″ E / 41.9577432787396°N,3.09618401859754°E |                                                      |                        | Modifica les dades a Wikidata |
|        | Mas Vives             | Vulpellac, Fonteta i Peratallada | masia        |                             | 41° 58′ 33″ N, 3° 04′ 15″ E / 41.9757301484745°N,3.07079136664099°E |                                                      |                        | Modifica les dades a Wikidata |
|        | Mas d'en Calç         | Vulpellac, Fonteta i Peratallada | masia        |                             | 41° 57′ 40″ N, 3° 05′ 29″ E / 41.9610526775351°N,3.09137411569695°E |                                                      |                        | Modifica les dades a Wikidata |
|        | Mas de Dalt           | Vulpellac, Fonteta i Peratallada | masia        |                             | 41° 58′ 29″ N, 3° 04′ 18″ E / 41.9747028907252°N,3.07158684541352°E |                                                      |                        | Modifica les dades a Wikidata |
|        | Mas de la Revetlla    | Vulpellac, Fonteta i Peratallada | masia        |                             | 41° 57′ 43″ N, 3° 04′ 55″ E / 41.9618524343532°N,3.08187812112595°E |                                                      |                        | Modifica les dades a Wikidata |
|        | Mas del Pou           | Vulpellac, Fonteta i Peratallada | masia        |                             | 41° 57′ 46″ N, 3° 05′ 01″ E / 41.9627068991509°N,3.08350835185757°E |                                                      |                        | Modifica les dades a Wikidata |
|        | Mas del Sol           | Vulpellac, Fonteta i Peratallada | masia        |                             | 41° 58′ 26″ N, 3° 05′ 39″ E / 41.9740201223725°N,3.09413249589664°E |                                                      |                        | Modifica les dades a Wikidata |
|        | Xalet d'en Fontanella | Vulpellac, Fonteta i Peratallada | masia        |                             | 41° 56′ 02″ N, 3° 07′ 02″ E / 41.9339368245333°N,3.11729337459822°E |                                                      |                        | Modifica les dades a Wikidata |
|        | el Celler             | Vulpellac, Fonteta i Peratallada | masia        |                             | 41° 55′ 34″ N, 3° 05′ 15″ E / 41.9260464638061°N,3.08746470219733°E |                                                      |                        | Modifica les dades a Wikidata |
|        | el Falguerar          | Vulpellac, Fonteta i Peratallada | masia        |                             | 41° 55′ 32″ N, 3° 04′ 38″ E / 41.925419325262°N,3.0772685396914°E   |                                                      |                        | Modifica les dades a Wikidata |
|        | el Mas Nou            | Vulpellac, Fonteta i Peratallada | masia        |                             | 41° 57′ 42″ N, 3° 04′ 32″ E / 41.9617306280152°N,3.07562700229843°E |                                                      |                        | Modifica les dades a Wikidata |
|        | la Cavorca            | Vulpellac, Fonteta i Peratallada | masia        |                             | 41° 54′ 17″ N, 3° 03′ 48″ E / 41.9045900568198°N,3.06340634867384°E |                                                      |                        | Modifica les dades a Wikidata |
|        | la Masia              | Vulpellac, Fonteta i Peratallada | masia        |                             | 41° 57′ 09″ N, 3° 05′ 12″ E / 41.9524008451573°N,3.08668025245776°E |                                                      |                        | Modifica les dades a Wikidata |

## muntanya
| imatge | Nom                      | Ubicat a                                             | instància de | Detalls | coordenades                                                         | Protecció | Commons (més fotos)        | Dades a WD                    |
| ------ | ------------------------ | ---------------------------------------------------- | ------------ | ------- | ------------------------------------------------------------------- | --------- | -------------------------- | ----------------------------- |
|        | Puig Blanc               | Vulpellac, Fonteta i Peratallada                     | muntanya     |         | 41° 53′ 58″ N, 3° 06′ 43″ E / 41.89948333°N,3.11189444°E 255.7 msnm |           |                            | Modifica les dades a Wikidata |
|        | Puig Ferrer              | Vulpellac, Fonteta i Peratallada                     | muntanya     |         | 41° 55′ 36″ N, 3° 04′ 33″ E / 41.9268°N,3.07597°E 245.5 msnm        |           |                            | Modifica les dades a Wikidata |
|        | Puig Gros                | Vulpellac, Fonteta i Peratallada                     | muntanya     |         | 41° 54′ 58″ N, 3° 06′ 39″ E / 41.91623056°N,3.11085278°E 296.9 msnm |           |                            | Modifica les dades a Wikidata |
|        | Puig Gros d'en Torroella | Vulpellac, Fonteta i Peratallada                     | muntanya     |         | 41° 54′ 28″ N, 3° 07′ 13″ E / 41.90765556°N,3.12037222°E 244.9 msnm |           |                            | Modifica les dades a Wikidata |
|        | Puig Ros                 | Vulpellac, Fonteta i Peratallada                     | muntanya     |         | 41° 56′ 08″ N, 3° 04′ 07″ E / 41.93564556°N,3.06873167°E 181.5 msnm |           |                            | Modifica les dades a Wikidata |
|        | Puig d'en Calç           | Vulpellac, Fonteta i Peratallada                     | muntanya     |         | 41° 55′ 06″ N, 3° 04′ 46″ E / 41.91835417°N,3.07947222°E 314 msnm   |           |                            | Modifica les dades a Wikidata |
|        | Puig d'en Ribot          | Vulpellac, Fonteta i Peratallada                     | muntanya     |         | 41° 53′ 44″ N, 3° 05′ 46″ E / 41.8956°N,3.09613°E 326.6 msnm        |           |                            | Modifica les dades a Wikidata |
|        | Puig d'en Roure          | Canapost                                             | muntanya     |         | 41° 58′ 11″ N, 3° 04′ 07″ E / 41.9696°N,3.06859°E 68 msnm           |           | Puig d'en Roure (Forallac) | Modifica les dades a Wikidata |
|        | Puig de Cal Carrony      | Vulpellac, Fonteta i Peratallada                     | muntanya     |         | 41° 54′ 47″ N, 3° 06′ 30″ E / 41.91314167°N,3.1084°E 303 msnm       |           |                            | Modifica les dades a Wikidata |
|        | Puig de Navic            | Vulpellac, Fonteta i Peratallada                     | muntanya     |         | 41° 55′ 07″ N, 3° 06′ 18″ E / 41.9187°N,3.10495°E 283.2 msnm        |           |                            | Modifica les dades a Wikidata |
|        | Puig de Rambols          | Vulpellac, Fonteta i Peratallada la Bisbal d'Empordà | muntanya     |         | 41° 55′ 18″ N, 3° 03′ 21″ E / 41.9216°N,3.05574°E 245.8 msnm        |           |                            | Modifica les dades a Wikidata |
|        | Puig de la Bateria       | Vulpellac, Fonteta i Peratallada                     | muntanya     |         | 41° 53′ 56″ N, 3° 03′ 28″ E / 41.8989°N,3.05783°E 258.7 msnm        |           |                            | Modifica les dades a Wikidata |
|        | Puig de les Parets       | Vulpellac, Fonteta i Peratallada                     | muntanya     |         | 41° 55′ 59″ N, 3° 06′ 24″ E / 41.93308611°N,3.10663889°E 265.9 msnm |           |                            | Modifica les dades a Wikidata |
|        | Puig dels Pins           | Vulpellac, Fonteta i Peratallada                     | muntanya     |         | 41° 56′ 12″ N, 3° 05′ 55″ E / 41.93665556°N,3.09866389°E 187.1 msnm |           |                            | Modifica les dades a Wikidata |
|        | Roca Filanera            | Vulpellac, Fonteta i Peratallada                     | muntanya     |         | 41° 55′ 09″ N, 3° 05′ 50″ E / 41.91930417°N,3.09734167°E 305.6 msnm |           |                            | Modifica les dades a Wikidata |
|        | el Mallol d'en Calç      | Vulpellac, Fonteta i Peratallada Catalunya           | muntanya     |         | 41° 54′ 27″ N, 3° 04′ 21″ E / 41.9076°N,3.07237°E 288 msnm          |           |                            | Modifica les dades a Wikidata |

## muralla urbana
| imatge | Nom                             | Ubicat a                         | instància de   | Detalls | coordenades                                                             | Protecció                                            | Commons (més fotos)             | Dades a WD                    |
| ------ | ------------------------------- | -------------------------------- | -------------- | ------- | ----------------------------------------------------------------------- | ---------------------------------------------------- | ------------------------------- | ----------------------------- |
|        | Muralles de Peratallada         | Vulpellac, Fonteta i Peratallada | muralla urbana |         | 41° 58′ 39″ N, 3° 05′ 23″ E / 41.977623°N,3.089714°E                    | bé d'interès cultural bé cultural d'interès nacional | Muralles de Peratallada         | Modifica les dades a Wikidata |
|        | recinte fortificat de Vulpellac | Vulpellac                        | muralla urbana |         | 41° 57′ 37″ N, 3° 03′ 15″ E / 41.960277777777776°N,3.0541666666666667°E | bé cultural d'interès nacional                       | Recinte fortificat de Vulpellac | Modifica les dades a Wikidata |

## torre de defensa
| imatge | Nom               | Ubicat a                         | instància de     | Detalls | coordenades                                                         | Protecció | Commons (més fotos) | Dades a WD                    |
| ------ | ----------------- | -------------------------------- | ---------------- | ------- | ------------------------------------------------------------------- | --------- | ------------------- | ----------------------------- |
|        | Torre Quadrada    | Vulpellac, Fonteta i Peratallada | torre de defensa |         | 41° 57′ 37″ N, 3° 03′ 16″ E / 41.9601574815011°N,3.05436273665198°E |           |                     | Modifica les dades a Wikidata |
|        | Torre de Pantaleu | Vulpellac, Fonteta i Peratallada | torre de defensa |         | 41° 58′ 12″ N, 3° 06′ 35″ E / 41.9700972791813°N,3.10981651653546°E |           |                     | Modifica les dades a Wikidata |

## vèrtex geodèsic
| imatge | Nom        | Ubicat a                         | instància de    | Detalls   | coordenades                                                       | Protecció | Commons (més fotos) | Dades a WD                    |
| ------ | ---------- | -------------------------------- | --------------- | --------- | ----------------------------------------------------------------- | --------- | ------------------- | ----------------------------- |
|        | Puig Gros  | Vulpellac, Fonteta i Peratallada | vèrtex geodèsic | Alt: 1.2m | 41° 55′ 00″ N, 3° 06′ 40″ E / 41.916661°N,3.11114°E 304.624 msnm  |           |                     | Modifica les dades a Wikidata |
|        | Puig Negre | Vulpellac, Fonteta i Peratallada | vèrtex geodèsic | Alt: 1.2m | 41° 57′ 54″ N, 3° 02′ 58″ E / 41.964978°N,3.049308°E 110.875 msnm |           |                     | Modifica les dades a Wikidata |

## Misc
| imatge | Nom                                 | Ubicat a                                 | instància de                                      | Detalls                                                           | coordenades                                                                              | Protecció                                  | Commons (més fotos)           | Dades a WD                    |
| ------ | ----------------------------------- | ---------------------------------------- | ------------------------------------------------- | ----------------------------------------------------------------- | ---------------------------------------------------------------------------------------- | ------------------------------------------ | ----------------------------- | ----------------------------- |
|        | Ajuntament de Forallac              | Vulpellac                                | casa consistorial                                 |                                                                   | 41° 57′ 33″ N, 3° 03′ 20″ E / 41.95919490658811°N,3.055427670478821°E                    |                                            |                               | Modifica les dades a Wikidata |
|        | Can Solà                            | Vulpellac, Fonteta i Peratallada         | rectoria                                          | Estil: arquitectura popular                                       | 41° 56′ 59″ N, 3° 05′ 42″ E / 41.949706°N,3.094993°E 71 msnm                             | bé cultural d'interès local                |                               | Modifica les dades a Wikidata |
|        | Clots de Sant Julià                 | Vulpellac, Fonteta i Peratallada         | jaciment arqueològic                              |                                                                   | 41° 58′ 03″ N, 3° 04′ 32″ E / 41.96742778°N,3.07548611°E                                 | bé cultural d'interès nacional             | Clots de Sant Julià           | Modifica les dades a Wikidata |
|        | Fitor                               | Vulpellac, Fonteta i Peratallada Fonteta | nucli de població ens local històric de Catalunya |                                                                   | 41° 54′ 25″ N, 3° 05′ 17″ E / 41.9068434370285°N,3.08816191574646°E                      |                                            |                               | Modifica les dades a Wikidata |
|        | Forn Gran de Fonteta                | Vulpellac, Fonteta i Peratallada         | forn de calç                                      |                                                                   | 41° 57′ 08″ N, 3° 03′ 44″ E / 41.952222222222°N,3.0622222222222°E Fonteta 61 msnm        | bé cultural d'interès local                | Forn de calç (Forallac)       | Modifica les dades a Wikidata |
|        | Granges del Mas Petit               | Vulpellac, Fonteta i Peratallada         | granja                                            |                                                                   | 41° 54′ 40″ N, 3° 06′ 02″ E / 41.9112196257553°N,3.10049118971582°E                      |                                            |                               | Modifica les dades a Wikidata |
|        | Molí de Peralta                     | Vulpellac, Fonteta i Peratallada         | molí d'aigua                                      |                                                                   | 41° 57′ 38″ N, 3° 05′ 30″ E / 41.9606291020276°N,3.09169932732438°E                      |                                            |                               | Modifica les dades a Wikidata |
|        | Parc de l'U d'Octubre de 2017       | Vulpellac                                | parc                                              | Dedicat a: referèndum sobre la independència de Catalunya de 2017 | 41° 57′ 32″ N, 3° 03′ 21″ E / 41.95881195233007°N,3.0557870864868164°E                   |                                            |                               | Modifica les dades a Wikidata |
|        | Polígon industrial V-2 de Vulpellac | Vulpellac, Fonteta i Peratallada         | polígon industrial                                |                                                                   | 41° 57′ 14″ N, 3° 04′ 03″ E / 41.9537826704925°N,3.06762991603672°E                      |                                            |                               | Modifica les dades a Wikidata |
|        | Serra Llarga                        | Vulpellac, Fonteta i Peratallada         | serra                                             |                                                                   | 41° 54′ 45″ N, 3° 04′ 12″ E / 41.9126°N,3.07013°E 288 msnm                               |                                            |                               | Modifica les dades a Wikidata |
|        | cova dels Lladres                   | Vulpellac, Fonteta i Peratallada         | cova                                              |                                                                   | 41° 55′ 11″ N, 3° 05′ 16″ E / 41.9195974447042°N,3.08767296721905°E                      |                                            |                               | Modifica les dades a Wikidata |
|        | la Bruguera                         | Peratallada                              | antic assentament                                 |                                                                   |                                                                                          |                                            |                               | Modifica les dades a Wikidata |
|        | plaça Major                         | Peratallada                              | plaça                                             | Estil: arquitectura popular 15th century                          | 41° 58′ 38″ N, 3° 05′ 26″ E / 41.977118°N,3.090691°E ca:Plaça Major, Peratallada 32 msnm | bé integrant del patrimoni cultural català | Plaça Major (Forallac)        | Modifica les dades a Wikidata |
|        | pont de fossat de Peratallada       | Vulpellac, Fonteta i Peratallada         | pont                                              | Estil: arquitectura popular                                       | 41° 58′ 45″ N, 3° 05′ 23″ E / 41.979101°N,3.089626°E                                     | bé integrant del patrimoni cultural català | Pont de fossat de Peratallada | Modifica les dades a Wikidata |